# Klementyna Sołonowicz-Olbrychska
Klementyna Sołonowicz-Olbrychska (ur. 16 września 1909 w Drohiczynie, zm. 4 lutego 1995 w Warszawie) – polska pisarka, autorka utworów dla młodzieży i słuchowisk radiowych.

## Życiorys
Była córką urzędnika Kazimierza Sołonowicza (1879 - 1964) i Zofii Sołonowicz (1887 - 1969). Studiowała na WSD w Warszawie. Debiutowała w 1935 na łamach dziennika „Czas” jako reportażystka. W latach 1946–1956 pracowała jako nauczycielka języka polskiego, najpierw w liceum w Drohiczynie, później także w szkołach zawodowych w Ciechanowcu i Siemiatyczach. Jednocześnie była opiekunką licealnego teatru, z którym brała udział w lokalnych przeglądach i konkursach.
Od 1955 roku była współpracowniczką Polskiego Radia. W 1979 roku otrzymała nagrodę Prezesa Rady Ministrów.
Była żoną dziennikarza i publicysty Franciszka Olbrychskiego, pozostawali w separacji. Mieli syna, Daniela, który został aktorem.
W 2007 roku ukazała się biografia Słoneczna dziewczyna. Opowieść o Klementynie Sołonowicz-Olbrychskiej autorstwa Ewy Bagłaj (Warszawskie Wydawnictwo Literackie Muza SA, Warszawa 2007).

## Twórczość wybrana
- Anioł Gabriel z Paryża
- Cierpki owoc tarniny
- Decyzja
- Imieniny z macierzanką
- Majówka
- O poranku
- Oddajemy bestie do hotelu
- Spotkania
- Sprawa Marcina
- Zielona dziewczyna
- Zostanę z wami?

## Upamiętnienie
Pisarka jest patronką Miejsko-Gminnej Biblioteki Publicznej w Drohiczynie.